# とらぶるっ!
『とらぶるっ！』は、LiLiMから2006年12月1日に発売されたアダルトゲーム。本項では、関連作品である『とらいあんぐるBLUE』およびそのOVA化作品についても解説する。

## 概要
とらぶるっ!
恋人たちがそれぞれの周囲の人間がからむ三角関係を乗り越えつつ、愛を育む純愛アドベンチャーゲーム。序盤は恋人たちの甘い同棲生活が描かれるが、途中から他のヒロインが登場することにより、選択次第で背徳的な展開にもなりうるうえ、ヒロイン2人との3Pも用意されている。
とらいあんぐるBLUE
LiLiM DARKNESSから2007年7月13日に発売された。『とらぶるっ！』にLiLiM DARKNESSが得意とする寝取られの要素を追加したもので、純愛路線だった『とらぶるっ！』に対し、本作は陰鬱なストーリーが展開される。

## 登場人物
声優はゲームのもの。
沢村 麻人（さわむら あさと）
本作の主人公。
姫宮 あかね（ひめみや あかね）
声：宇佐美桃香
麻人の恋人。明るい性格。
イラストレーターを目指しており、麻人の小説の挿絵を手掛け、彼の妻になることを夢見ている。
姫宮 亜弓（ひめみや あゆみ）
声：白金ゆりこ
あかねの姉で、麻人たちの隣の部屋に住んでいる。
頼りがいのある人物だが、妹の恋人である麻人の味見をすることをもくろんでおり、酒が入ると本性が出る。
姫宮 彩音
声：吉川華生
姫宮姉妹の母で、夫亡き後女手一つで彼女たちを育ててきた。
娘たちが独立して孤独を感じ、彼女達の元へ足を運ぶようになった。
椛 小鳥
声：奥山歩
麻人の勤務先の出版社が手掛ける文芸誌に作品を載せている人気作家。
担当者である麻人に無理難題を押し付ける。

### とらいあんぐるBLUEからの登場人物
神坂 京介（かみさか きょうすけ）
声：あかつき
あかねの幼馴染。かつては歌舞伎町No.1ホストだったが客とのトラブルで借金を背負っているときにヤクザの女に手を出して追われる身となり、あかねを伝って二人の元へころがりこんだ。
当初は献身的な態度を見せるが、あかねを寝取ろうと企んでいる。
佐々木 亮太（ささき りょうた）
声：永倉仁八
浪人生。一見すると悲観的な人物だが、実際はご褒美として女との性交をしたいと望んでいる。
御神 悠馬（みかみ ゆうま）
声：健都
学生時代のあかねが所属していたネットゲームのギルドリーダーである、肥満体の男。
ゲーム内ではあかねと結婚していたが、現実世界でもあかねと結婚したいと本気で考え、ストーカー行為に走った。
沢村 隆治（さわむら りゅうじ）
声：毎夜ノム
麻人の叔父で、全国チェーンのファミレス「ぴゅあ・ミルフィ」の経営者。気弱だが、しつこい人物。
家が麻人たちの近所であり、引っ越しの挨拶に来たあかねを知り、彼女にバイト先を協力すると言っておきながら、叔父の立場を利用してあかねを寝取ろうと企んでいる。

## スタッフ
- 原画：綾瀬はづき

## 関連作品
OVA『とらいあんぐるBLUE』
PoRoより発売。
- 上巻『これ以上は……ダメ♥』

2009年8月28日発売。
- 下巻『貴方だけ……♥』

2010年1月29日発売。